# Toekchoem
Toekchoem is de aanduiding voor een territoriale eenheid waaronder de Tsjetsjeense tejps zijn gegroepeerd. Tijdens de 16e en 17e eeuw werden er 9 toekchoems, bestaande uit verschillende tejpy, geformeerd in Tsjetsjenië:
- Akkiy
- Melhi
- Nokhchmakhkakhoy
- Orstkhoy (Ershtkhoy)
- Terloy
- Chantiy
- Cheberloy (Chebarloy)
- Sharoy
- Shotoy

De Tsjetsjeense toekchoem was een vorm van een militair-economische of militair-politieke eenheid en een groep van tejpy, die werden gegroepeerd voor het gezamenlijk nemen van besluiten of verdediging tegen vijandelijke aanvallen, voor handel of economisch afdingen.
Niet alle Tsjetsjenen vielen echter onder een toekchoem en door sommigen werd gesteld dat de Benoj-tejp, die over het hele gebied verspreid woonde, zelf alleen een toekchoem vormde.